# Coração Cansou
"Coração Cansou" é uma canção do cantor brasileiro Michel Teló. A canção foi lançada como single nas rádios no dia 27 de abril de 2015.

## Composição
A canção é composta por Pedro Viana, Silmara Nogueira e Ninho.

## Videoclipe
A canção ganhou um Lyric Video no dia 27 de abril de 2015, lançado no canal do Youtube de Teló.

## Desempenho nas tabelas musicais
| Tabela musical (2015)                     | Melhor posição |
| ----------------------------------------- | -------------- |
| Brasil - Billboard Brasil Hot 100 Airplay | 4              |